# 史雲頓區
史雲頓區（英語：Borough of Swindon）是英國西南英格蘭的一個單一管理區，以史雲頓為中心，是威爾特郡的一部分。1974年成立時名為Thamesdown。
1997年4月1日管理層自威爾特郡議會獨立，形成單一管理區。同月24日更現名。不過史雲頓區當地的巴士仍然使用原來的Thamesdown。
史雲頓區議會是英國審計署認定的2星議會。

## 下轄

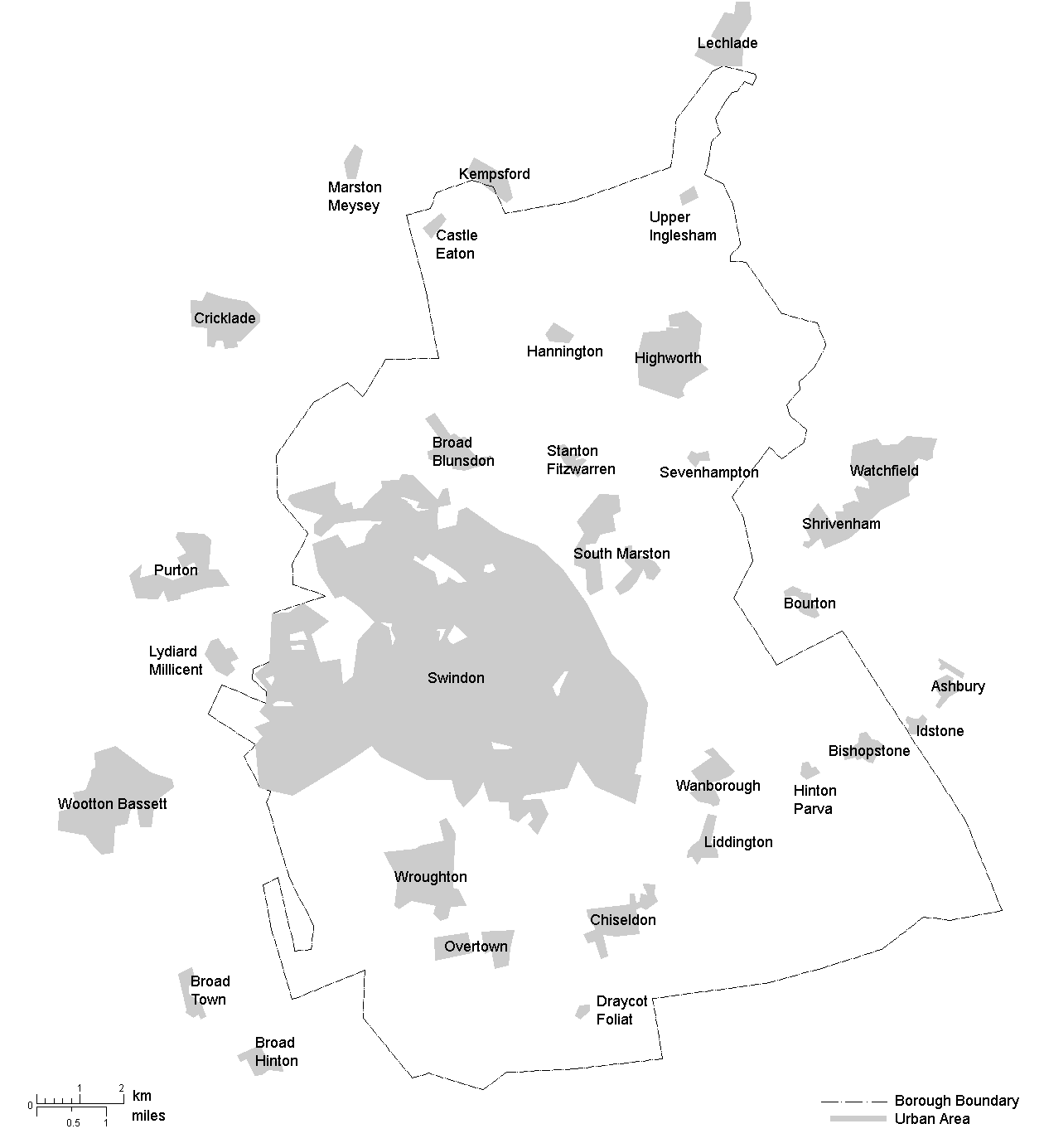
史雲頓區主要居民點地圖M

史雲頓區下轄：
- 巴德伯里（Badbury）
- 主教莊園（Bishopstone）
- 布蘭頓（Blunsdon）
- 奇斯爾頓（Chiseldon）
- 漢寧頓（Hannington）
- 海沃斯（Highworth）
- Hinton Parva
- 英格爾舍姆（Inglesham）
- 里丁頓（Liddington）
- Lydiard Tregoze
- 斯芬漢普頓（Sevenhampton）
- 南馬斯頓（South Marston）
- Stanton Fitzwarren
- Stratton St. Margaret
- 史雲頓（Swindon）
- 旺伯勒（Wanborough）
- 拉弗頓（Wroughton）